# Langschlag (Gemeinde Grafenschlag)
Langschlag ist eine Ortschaft und eine Katastralgemeinde der Gemeinde Grafenschlag im Bezirk Zwettl in Niederösterreich. Der Ort liegt auf etwa 760 Metern Seehöhe südlich von Grafenschlag westlich der Bundesstraße Grafenschlag–Lugendorf am Langschlägerbach und ist ein typisches Längsangerdorf. Die Ortschaft hat 42 Einwohner (Stand 1. Jänner 2024). Bis Anfang 1886 war Langschlag eine eigenständige Gemeinde.

## Geschichte
Der Ort wurde am 25. Oktober 1321 erstmals in einem Kaufbrief (Heinrich III von Lonsdorf verkaufte die Gült für das Gebiet der Ortschaften Langschlag, Biberschlag, Gürtelberg, Spielberg, Kleingöttfritz und Kaltenbach an Alber(o) von Streitwiesen) urkundlich als „Langenslage“ erwähnt. Der Name weist auf eine weit ausgedehnte Waldschlägerung hin. Er gehörte ursprünglich zur Herrschaft Pöggstall, kam dann zur Herrschaft Ottenschlag und schließlich zur Herrschaft Rappottenstein.
Im Jahr 1822 wurde der Ort als Dorf mit vierzehn Häusern genannt, das nach Sallingberg eingepfarrt war, wohin auch die Kinder eingeschult wurden. Die Herrschaft Rappottenstein besaß die Ortsobrigkeit, übte die Landgerichtsbarkeit aus, besorgte die Konskription und hatte die Grundherrschaft inne. Die Untertanen und Grundholde des Ortes gehörten den Herrschaften Rappottenstein und Ottenschlag.
Nach der Entstehung der Ortsgemeinden 1849 war der Ort eine eigenständige Gemeinde und umfasste noch die Katastralgemeinden Lugendorf, Armschlag und Heubach, 1886 wurde der Hauptort der Gemeinde nach Lugendorf verlegt und Langschlag verblieb als einfacher Gemeindeteil in dieser.
Laut Adressbuch von Österreich waren im Jahr 1938 in Langschlag zwei Sägewerke, ein Schmied und einige Landwirte ansässig.
Nach der Eingemeindung  von Lugendorf zu Sallingberg am 1. Jänner 1968 war der Ort kurz ein Teil der Gemeinde Sallingberg und wurde mit 1. Jänner 1970 durch Umgemeindung ein Teil der Gemeinde Grafenschlag. Er gehörte bis 1. Jänner 1936 zur Pfarre Sallingberg und kam dann bereits schon zur Pfarre Grafenschlag.
1906 erhielt das Dorf nördlich des Ortskerns eine Haltestelle an der Bahnstrecke Schwarzenau–Martinsberg-Gutenbrunn, hier existiert seit 2014 das „Kleinste Museum des Waldviertels“ – klemuwa.

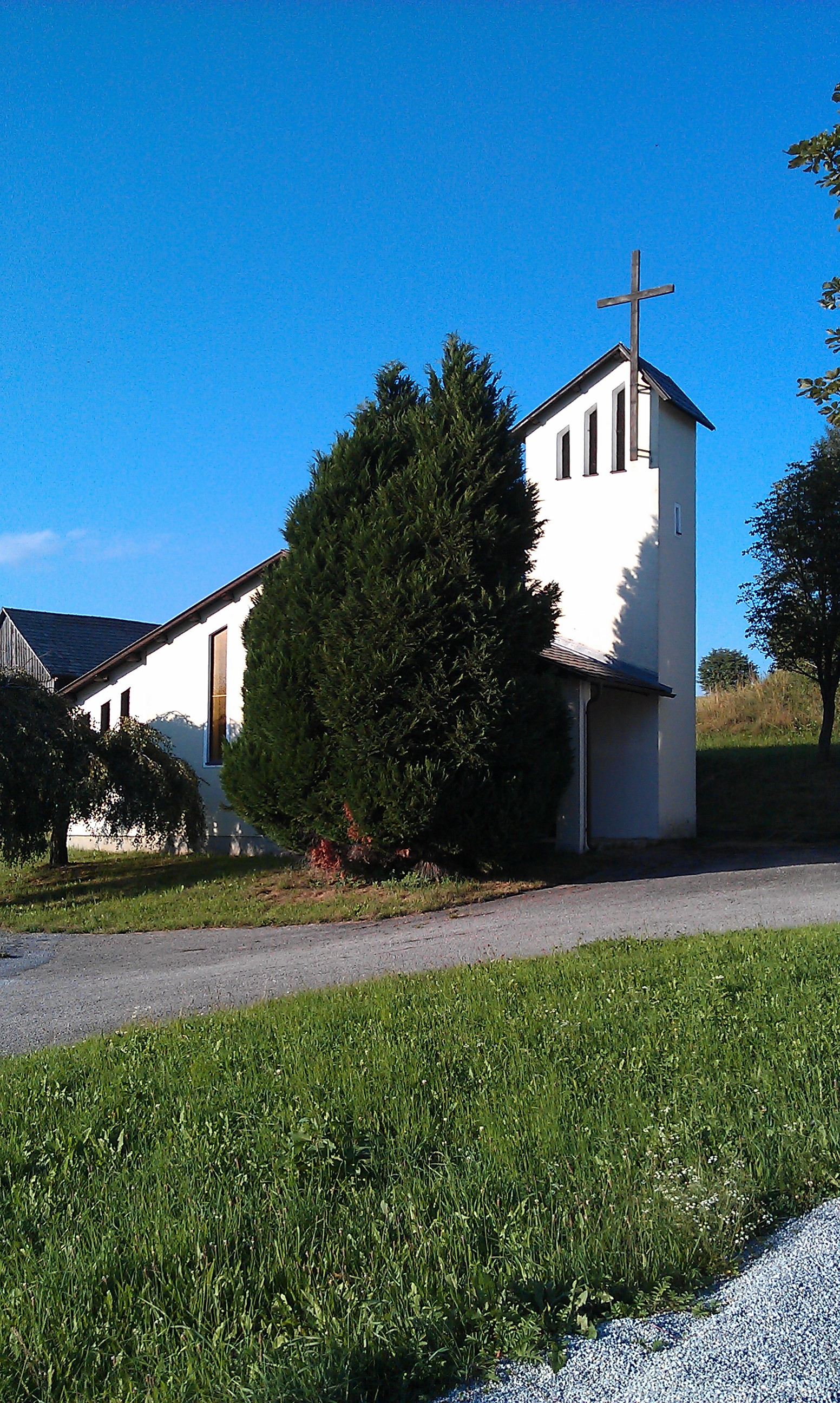
Ortskapelle Langschlag
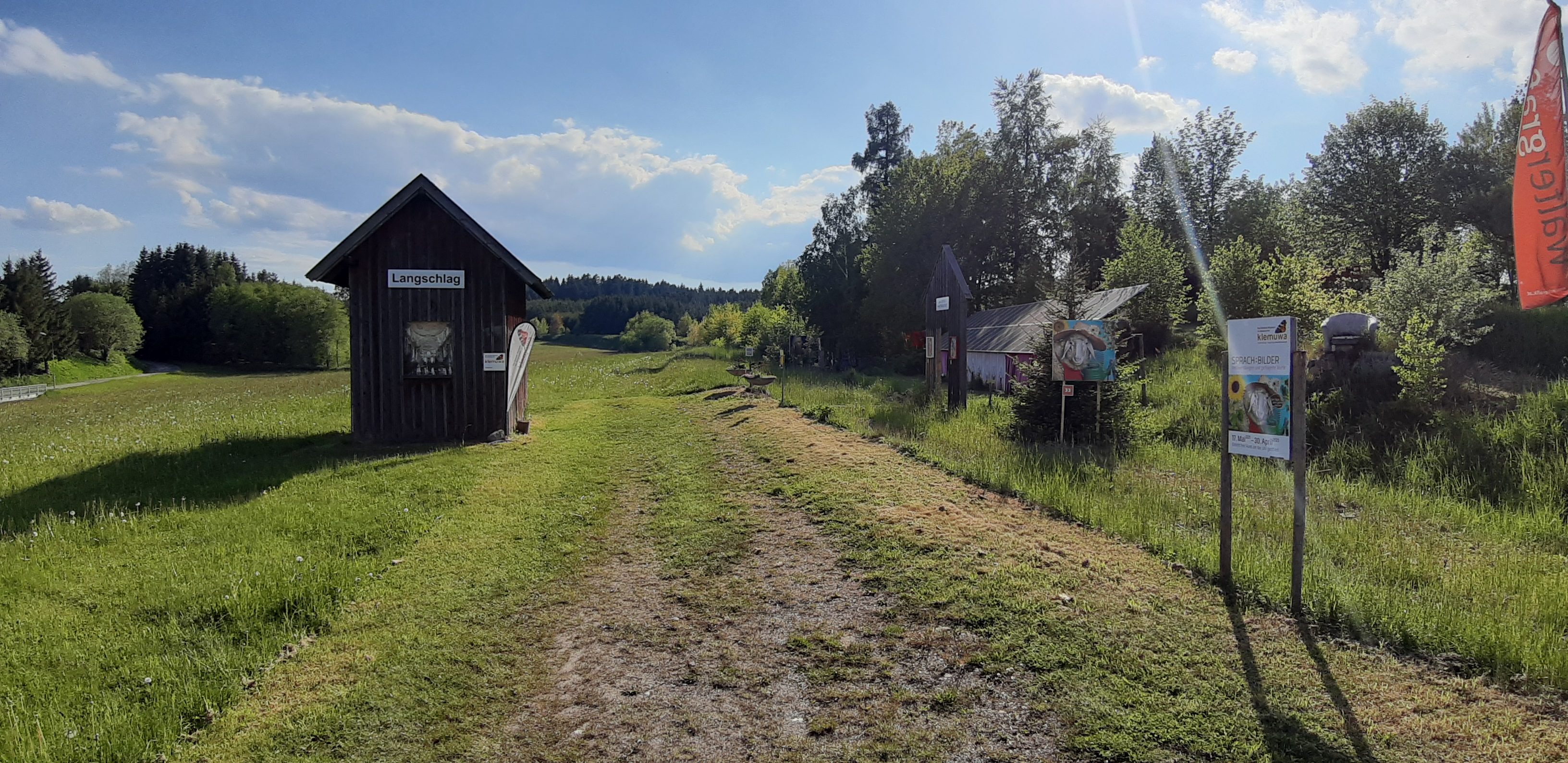
Museum – Klemuwa

## Sehenswürdigkeiten
- Ortskapelle von 1977